# Halloy-lès-Pernois
Halloy-lès-Pernois är en kommun i departementet Somme i regionen Hauts-de-France i norra Frankrike. Kommunen ligger i kantonen Domart-en-Ponthieu som tillhör arrondissementet Amiens. År 2022 hade Halloy-lès-Pernois 325 invånare.

## Befolkningsutveckling
Antalet invånare i kommunen Halloy-lès-Pernois
| Referens: INSEE |